# الجامعة البهائية العالمية

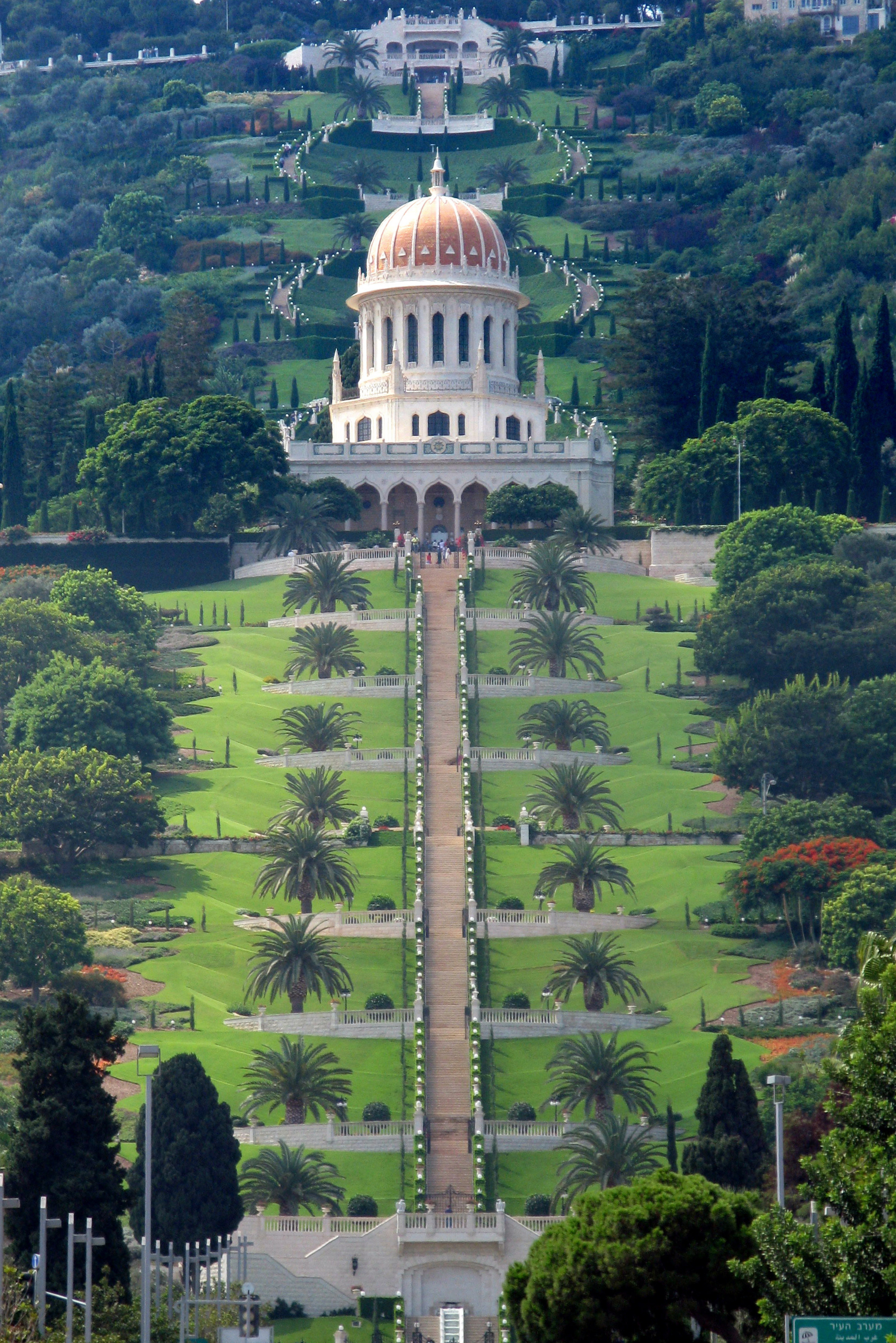

الجامعة البهائية العالمية (بالإنجليزية: Baháʼí International Community)‏ هي منظمةٌ دوليةٌ غير حكومية تمثل أعضاء الدين البهائي في العالم. اعتمدت لدى الأمم المتحدة في مارس 1948، ولديها حاليًا مساهماتٍ في أكثر من 180 دولةٍ وإقليمٍ.
تسعى الجامعة البهائية العالمية إلى تعزيز السلام العالمي من خلال تهيئة الظروف التي تظهر فيها الوحدة كحالةٍ طبيعيةٍ للوجود البشري، وذلك من خلال تعزيز وتطبيق المبادئ المستمدة من تعاليم الدين البهائي، لتطوير حضارةٍ موحدةٍ ودائمة الازدهار. تعمل الجامعة البهائية العالمية أيضًا على النهوض بحقوق الإنسان، والنهوض بالمرأة، والتعليم الشامل، وتشجيع التنمية الاقتصادية العادلة، وحماية البيئة، والشعور بالمواطنة العالمية.
لتحقيق أهدافها، تتعاون الجامعة البهائية العالمية مع الحكومات والأمم المتحدة والمنظمات الحكومية الدولية والمنظمات غير الحكومية الأخرى في المشاريع التنموية الاقتصادية والاجتماعية. في مايو 1970 اكتسبت مركزًا استشاريًا لدى المجلس الاقتصادي والاجتماعي للأمم المتحدة، وفي عام 1976 مع منظمة الأمم المتحدة للطفولة. ثم في عام 1989 طوّرت الجامعة البهائية العالمية علاقة عملٍ مع منظمة الصحة العالمية، ولديها أيضًا علاقة عملٍ مع العديد من وكالات ومؤسسات الأمم المتحدة الأخرى، بما في ذلك صندوق الأمم المتحدة الإنمائي للمرأة، وبرنامج الأمم المتحدة للبيئة. كما عملت الجامعة البهائية العالمية في برامج إنمائيةٍ مشتركةٍ مع مختلف وكالات الأمم المتحدة؛ على سبيل المثال، في منتدى الألفية للأمم المتحدة لعام 2000، تمت دعوة أحد البهائيين ليكون المتحدث الوحيد غير الحكومي خلال القمة.
لدى الجامعة البهائية العالمية مكاتب في الأمم المتحدة في نيويورك وجنيف، وممثليات في اللجان الإقليمية للأمم المتحدة ومكاتب أخرى في أديس أبابا، وبانكوك، ونيروبي، وروما، وسانتياغو، وفيينا. في السنوات الأخيرة، تم إنشاء مكتب للبيئة، ومكتب للنهوض بالمرأة كجزءٍ من مكتب الأمم المتحدة. ويوجد أيضًا مكتبٌ للمعلومات العامة يوجد مقره في المركز البهائي العالمي في حيفا، إسرائيل.

## روابط خارجية
- الموقع الرسمي: الجامعة البهائية العالمية